# Вознесенка (Кривошеинский район)
Вознесенка — деревня в Кривошеинском районе Томской области (Россия). Входит в состав Пудовского сельского поселения.

## История
Основана в 1896 г. В 1926 году поселок Вознесенский состоял из 81 хозяйства, основное население — белоруссы. Центр Вознесенского сельсовета Кривошеинского района Томского округа Сибирского края.

## Население
| 1926 | 2002 | 2010 | 2012 | 2013 | 2014 | 2015 |
| ---- | ---- | ---- | ---- | ---- | ---- | ---- |
| 487  | ↘195 | ↘163 | ↗165 | ↗173 | ↘171 | ↘163 |
| 2021 |      |      |      |      |      |      |
| ↘130 |      |      |      |      |      |      |